# Metalimnobia immatura
Metalimnobia immatura là một loài ruồi trong họ Limoniidae. Chúng phân bố ở miền Tân bắc.